# Les Eaux-Vives
Les Eaux-Vives (toponimo francese) è un quartiere di Ginevra.

## Geografia fisica
Les Eaux-Vives si affaccia sul Lago di Ginevra.

## Origini del nome
Il nome dell'insediamento proviene dalla ricchezza delle fonti acquifere della zona ai piedi di Montchoisy.

## Storia

### Preistoria
L'insediamento dell'uomo nell'area di Les Eaux-Vives è attestato dal ritrovamento di stazioni palafitticole neolitiche e dell'età del bronzo.

### Età antica
L'area di Les Eaux-Vives, situata ai confini dell'antica città di Genava, era abitata anche in epoca romana, come testimonia il ritrovamento nel 1888 nel parco della Grange di una villa romana della seconda metà del I secolo.

### Età medioevale

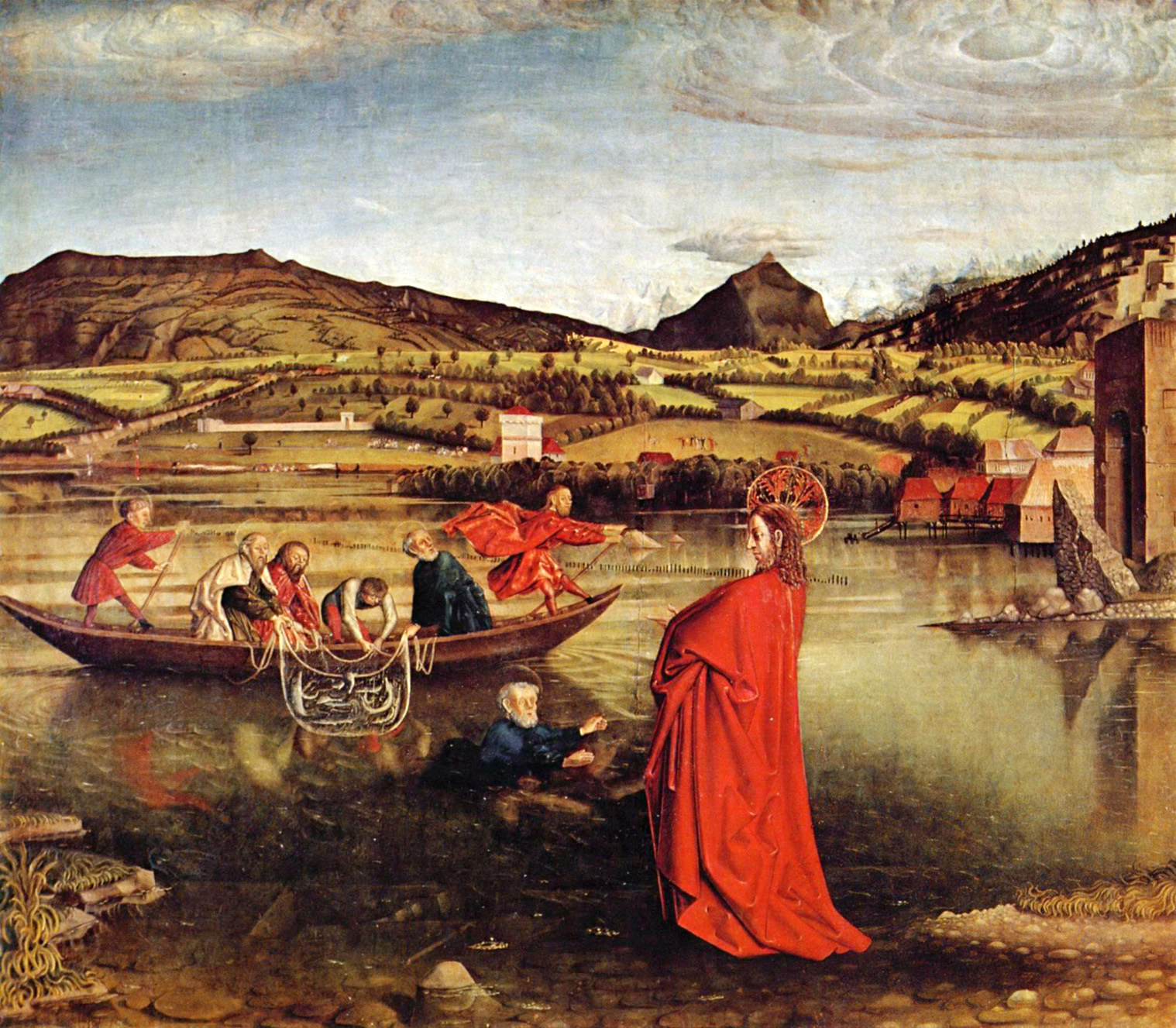
La pesca miracolosa di Konrad Witz (1444)

Si hanno scarse testimonianze storiche di Les Eaux-Vives in quest'epoca. I templari vi costruirono una chiesa nel XII secolo, che appare nel dipinto di Konrad Witz La pesca miracolosa (1444).

### Età contemporanea

Il territorio del comune di Les Eaux-Vives prima degli accorpamenti comunali del 1931

Il comune di Les Eaux-Vives fu creato il 13 giugno 1798 grazie all'istituzione di un'amministrazione municipale dei comuni sui territori ginevrini. La situazione non cambiò con il ritiro dell'esercito napoleonico e la costituzione del 1814 lasciò il regime precedentemente stabilito.
Negli anni 1830 il comune non intraprese grossi lavori, tranne il miglioramento dell'illuminazione pubblica. Una sottoscrizione venne organizzata nel 1838 in vista della costruzione di una nuova chiesa protestante, che fu inaugurata nel 1842. La rivoluzione del 1846 indusse importanti modifiche nella vita comunale, soprattutto per i nuovi incarichi che riguardavano la municipalità (gli stipendi dell'insegnante e del pastore protestante, il mantenimento della scuola e della chiesa ecc.). Con la legge del 1849, le antiche fortificazioni intorno a Ginevra vennero demolite, fornendo nuovi spazi per lo sviluppo edilizio e per il prolungamento delle strade di Les Eaux-Vives e della Terrassière. La questione della fusione del comune con Ginevra cominciò già a porsi. Negli anni 1860 i segni dell'urbanizzazione progressiva diventarono manifesti. Verso il 1880, la città di Ginevra e i comuni di Plainpalais e di Les Eaux-Vives si unirono per la costruzione di una rete fognaria di raccolta sulla riva sinistra. Alla fine del decennio, entrò in servizio la prima linea ferroviaria che, collegando Annemasse a Les Vollandes, passava sul territorio di Les Eaux-Vives.
L'inizio del XX secolo fu un'epoca di prosperità con la creazione della via Pictet-de-Rochemont, che determinò la costruzione di numerosi edifici, la trasformazione della ferrovia e la costruzione del nuovo municipio nel 1907. Nel 1912 la municipalità formulò un'offerta per l'acquisto di una proprietà privata che in seguito diverrà il parco di Les Eaux-Vives. Questa proprietà entrerà in possesso del comune nel 1913. Nello stesso periodo, William Favre fece dono alla città di Ginevra del Parc de la Grange, situato nel territorio comunale di Les Eaux-Vives.
Durante la prima guerra mondiale la situazione economica si fece difficile e venne contratto un pesante indebitamento per soccorrere numerose famiglie in difficoltà. Fu dagli anni 1920 che prese piede il processo di fusione con la città di Ginevra. Una prima votazione ebbe luogo nel 1926, ma ebbe un esito negativo. Fu in occasione della seconda votazione, nel 1930, che la legge di fusione amministrativa venne adottata, mettendo così fine all'autonomia di Les Eaux-Vives. Il comune venne integrato alla città di Ginevra nel 1931 assieme agli altri comuni soppressi di Le Petit-Saconnex e Plainpalais. In seguito Les Eaux-Vives diventò uno dei più grandi quartieri di Ginevra.

## Monumenti e luoghi d'interesse

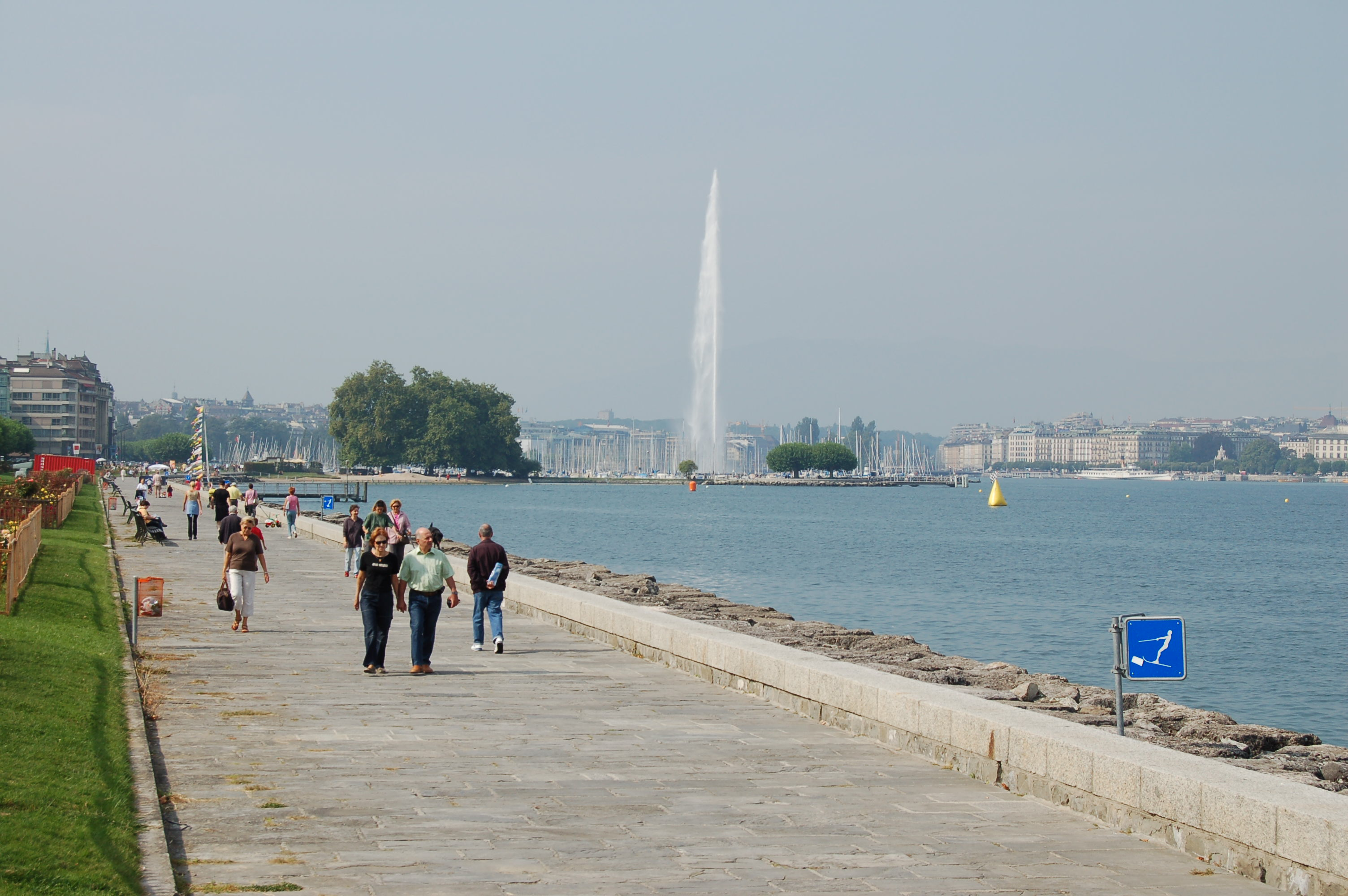
Il lungolago Gustave-Ador e il Jet d'eau

- Jet d'eau.

## Società

### Evoluzione demografica
L'evoluzione demografica è riportata nella seguente tabella:
Abitanti censiti

## Geografia antropica
I quartieri e le frazioni di Les Eaux-Vives sono:
- - Florissant
  - Grande-Boissière
  - Grange-Canal
  - La Cuisine
  - Les Allières
  - Les Contamines
  - Les Vollandes
  - Malagnou
  - Montchoisy
  - Petite-Boissière
  - Villereuse

## Infrastrutture e trasporti

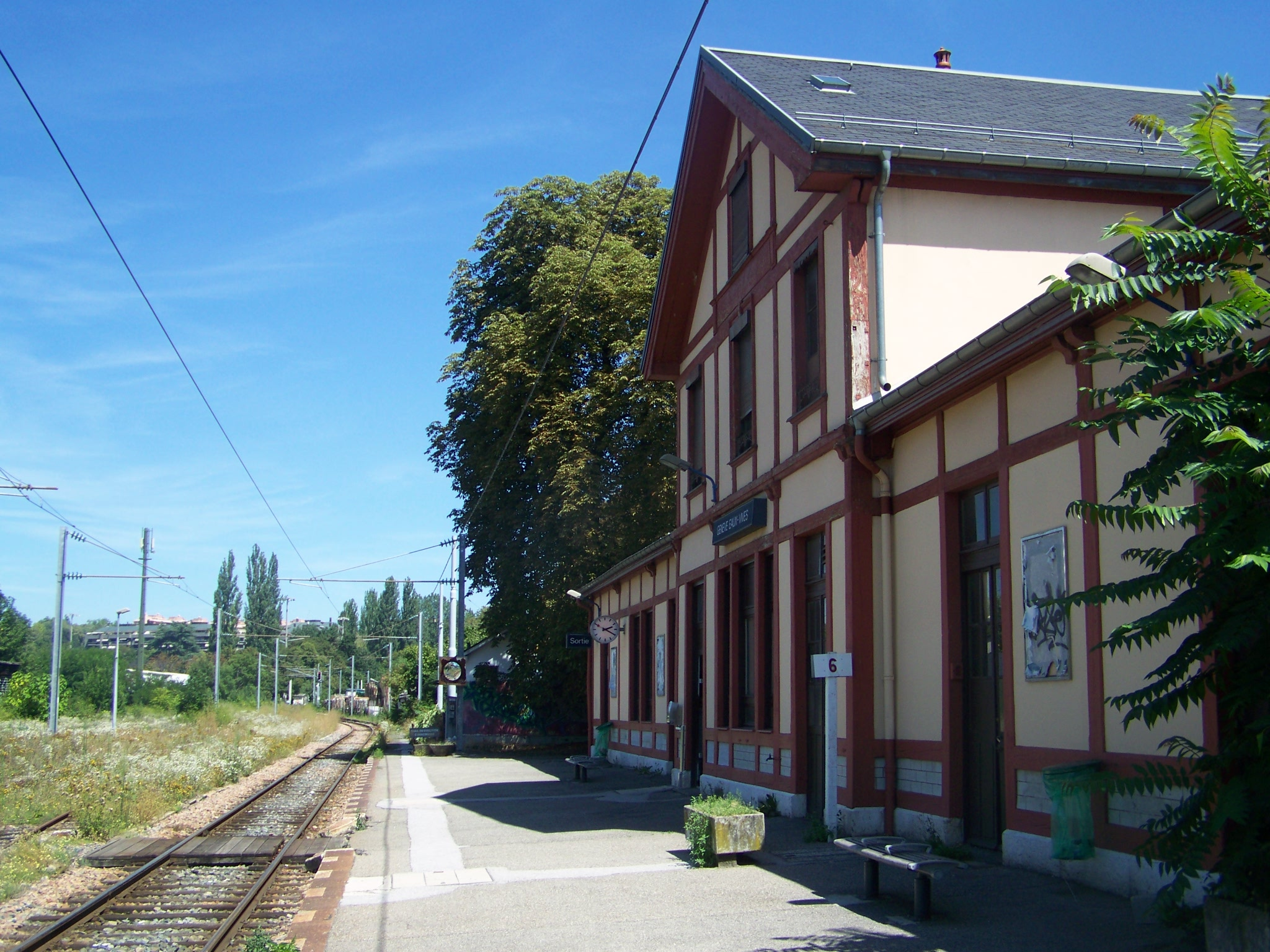
La stazione di Ginevra Eaux-Vives

Les Eaux-Vives è servito dalla stazione di Ginevra Eaux-Vives sulla ferrovia Annemasse-Ginevra.

## Amministrazione
Ogni famiglia originaria del luogo fa parte del cosiddetto comune patriziale e ha la responsabilità della manutenzione di ogni bene ricadente all'interno dei confini del comune.